# Louwman Museum

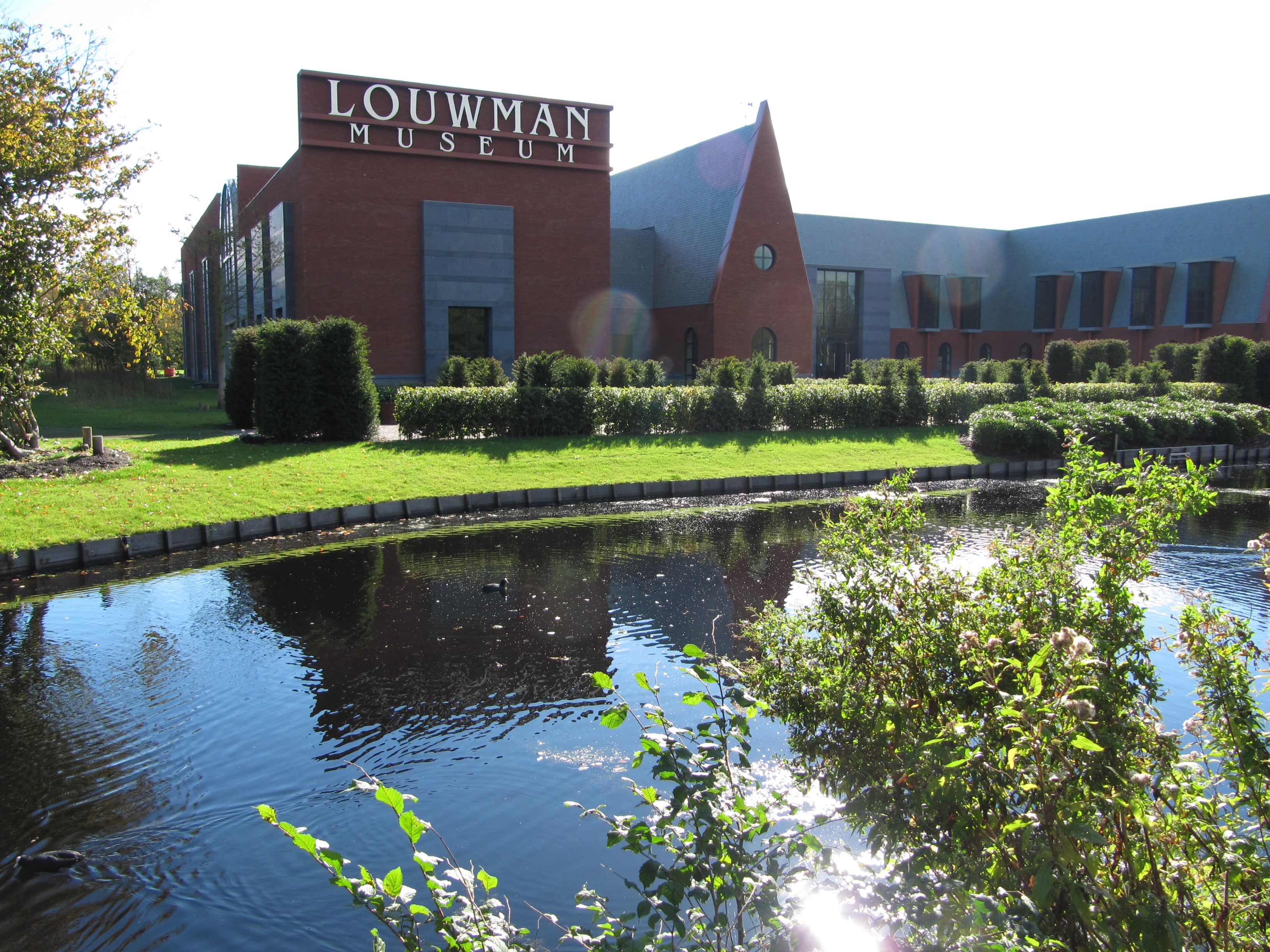
Lowman Museum in Den Haag (Außenansicht)

Das Louwman Museum, ehemals Nationaal Automobiel Museum (deutsch Nationales Automobilmuseum) und danach Louwman Collection, ist ein Museum für historische Autos, Kutschen und Motorräder in Den Haag in den Niederlanden. Das Museum geht auf Pieter und Evert Louwman zurück, Kfz-Importeure von Überseemarken.

## Das Museum

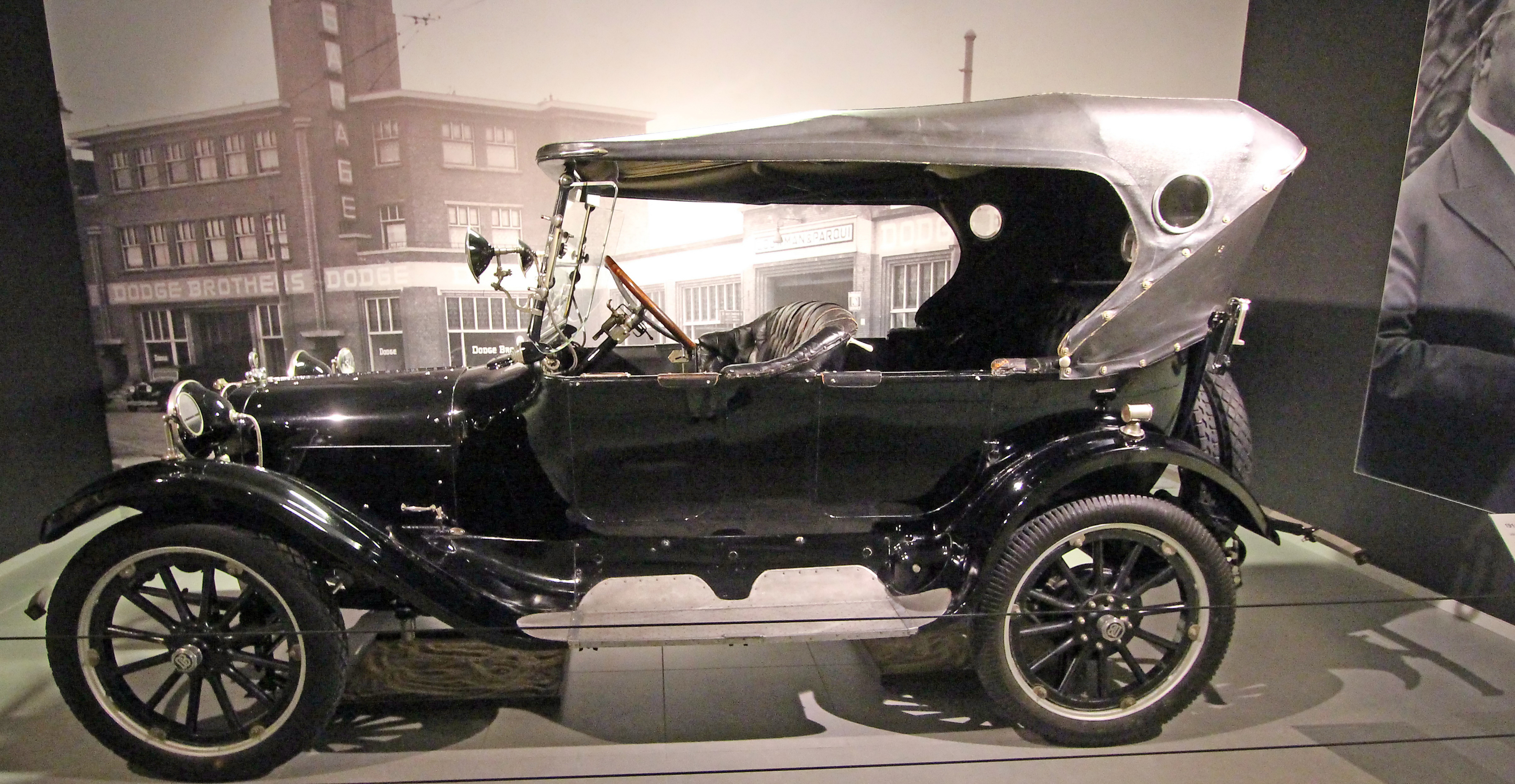
1914 Dodge model 30 touring, das erste Exemplar der Oldtimersammlung

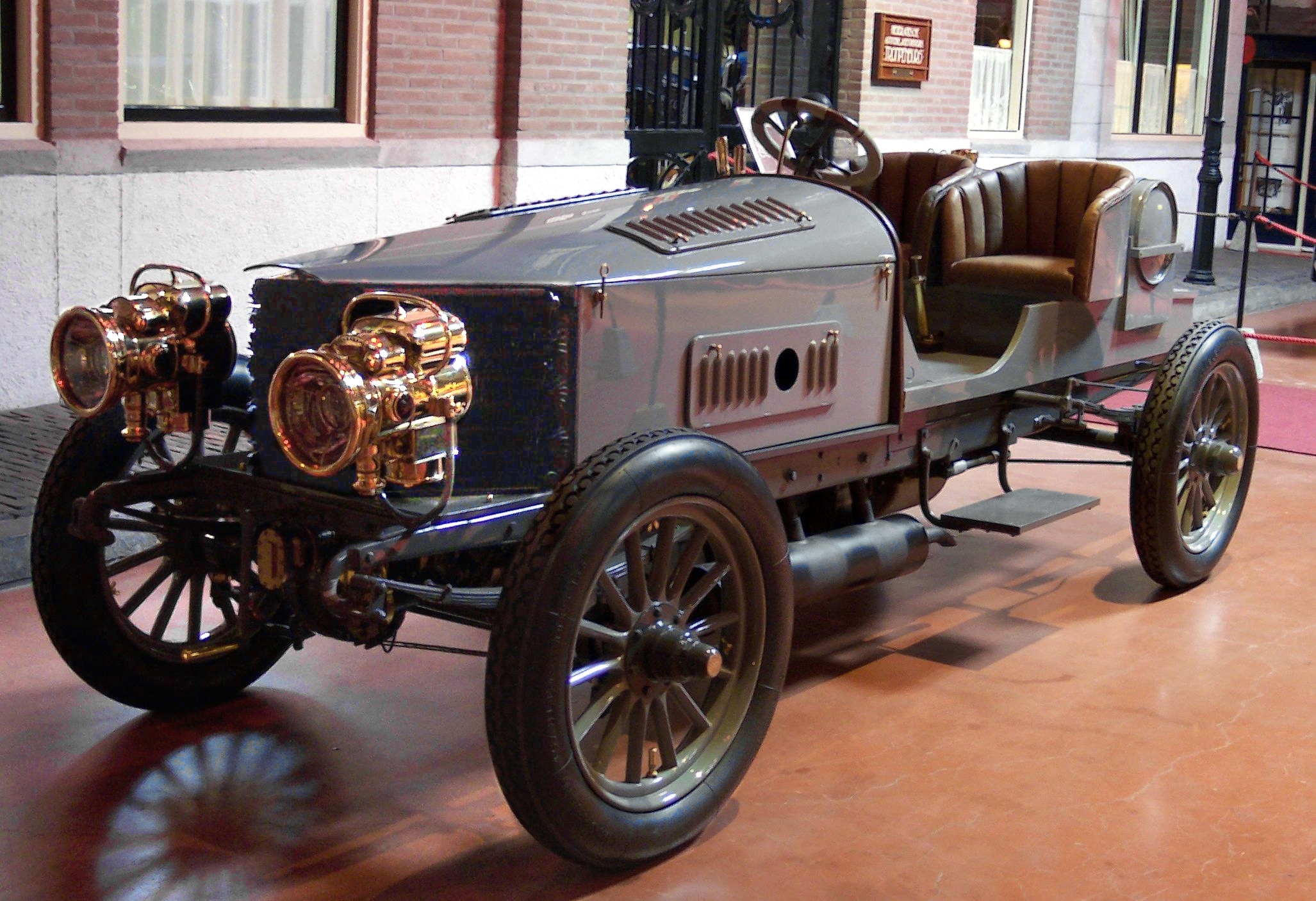
Der Spyker 60 H.P. von 1903 in der Louwman Collection

In dem Museum wird die Louwman Collection gezeigt, eine private Sammlung von Oldtimern, zu denen unter anderem Fahrzeuge der Fabrikate Bugatti, Isotta Fraschini, Hispano-Suiza und Duesenberg gehören. Sie enthält etwa 300 Exponate und ist international ausgerichtet. Aus der Zeit bis 1910 besitzt das Museum die größte Automobilsammlung der Welt. Es zeigt einen großen Teil der 15 derzeit noch existierenden Klassiker der historischen niederländischen Marke Spyker, darunter auch den Spyker 60 H.P. von 1903, das erste allradgetriebene Automobil mit einem Verbrennungsmotor. Aus der Zeit nach dem Zweiten Weltkrieg besitzt das Museum unter anderem einen Wagen von Winston Churchill, Elvis Presley und den Aston Martin, den James Bond im Film Goldfinger fährt.
Die Louwman Collection gehört zu den weltweit ältesten privaten Sammlungen und wurde von zwei Generationen der Familie Louwman zusammengestellt. Ihren Anfang nahm die Sammlung im Jahr 1934, als der damalige Dodge-Importeur Pieter Louwman einen Dodge von 1914 kaufte. Der heutige Eigentümer der Sammlung ist Pieters Sohn Evert Louwman, der niederländische Importeur von Lexus, Toyota, Chrysler und Suzuki.
Bis 1980 befand sich das Museum in Leidschendam, danach bis 2009 in Raamsdonksveer. Seit dem 3. Juli 2010 ist die Sammlung, wieder unter dem Namen eines Niederländischen Automobil-Museums, in einem neuen, von dem amerikanischen Architekten Michael Graves entworfenen Gebäude in Den Haag, wo auch der Rest der aufgelösten Rosso Bianco Collection in die Ausstellung integriert wurde.
Im Jahr 2010 überführte der Museumsleiter Ronald Kooyman einen erhaltenen Toyota AA, der allerdings von Links- auf Rechtslenkung umgebaut war, aus der Nähe von Wladiwostok in das Museum.

### Das weltweit erste Hybridelektrokraftfahrzeug

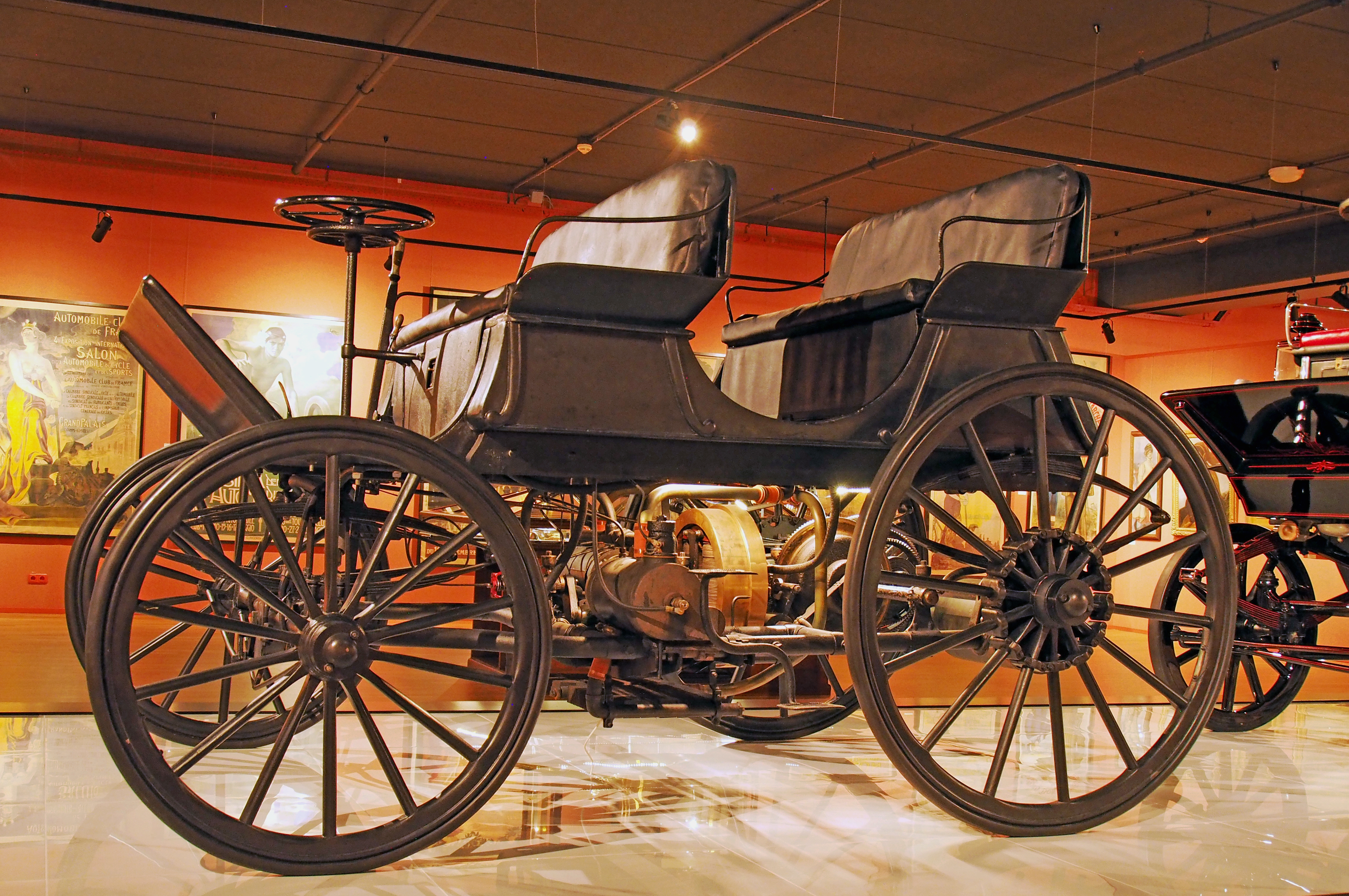
Armstrong Phaeton Benzin-Elektro-Hybrid (von 1896) im Louwman Museum

Harry E. Dey entwickelte 1896 das weltweit wahrscheinlich erste Hybridelektrokraftfahrzeug. Gebaut wurde es bei der Armstrong Manufacturing Company in Bridgeport in Connecticut für die Roger American Mechanical Carriage Company
Es hat einen Zweizylinder Ottomotor mit 6500 cm³ Hubraum, eine nicht sehr leistungsstarke Batterie, die mit einem Dynamo-Schwungrad verbunden ist, und einen Gleichstromgenerator. Außerdem besitzt das Fahrzeug eine elektromagnetische Kupplung und ein Dreigang-Automatikgetriebe. Die Motorleistung wird über Riemen an die Hinterachse übertragen. Die maximale Höchstgeschwindigkeit beträgt 35 km/h. 
Es entstand wahrscheinlich nur ein einziges Exemplar. Das Fahrzeug existiert noch. Es steht im Louwman Museum.

## Rosso Bianco
Louwman kam im Zusammenhang mit der in Aschaffenburg aufgelösten Rennwagen-Oldtimer-Sammlung Rosso Bianco in Kritik, weil er dem vorigen Besitzer nach dessen etlichen Fehlversuchen den künftigen Erhalt seiner kompletten Sammlung möglich zu machen schien und in der Folge die Sammlung nahezu kostenfrei übertragen erhielt, jedoch ohne eine vertragliche Bindung zum Sammlungserhalt.
Mittlerweile ist ein großer Teil der Fahrzeuge aus der Rosso-Bianco-Sammlung von Louwman verauktioniert worden. Nur ein winziger Teil (circa 15 Exponate) der früheren Rosso-Bianco-Fahrzeuge ist noch in der Louwman Collection ausgestellt (Stand März 2008).

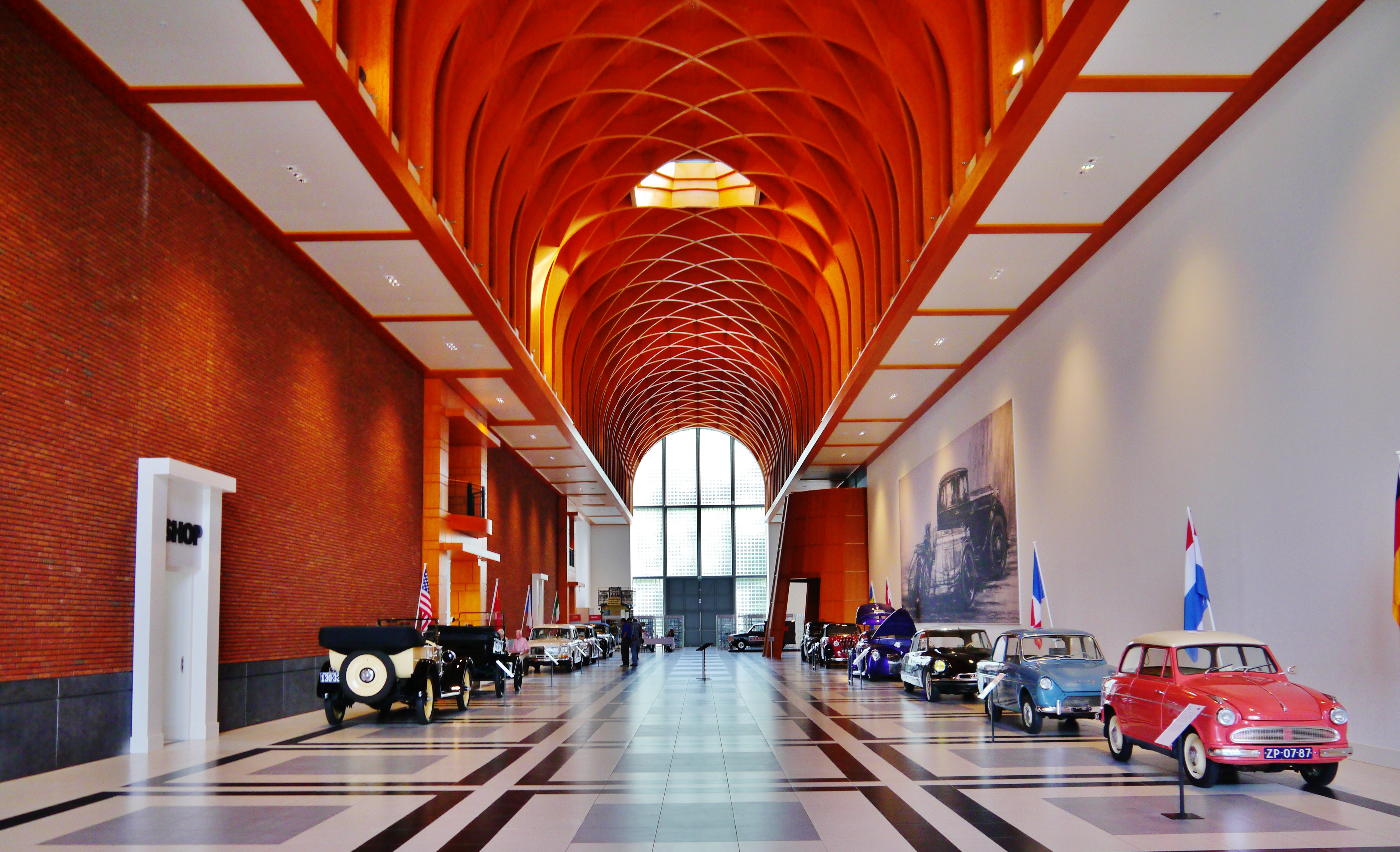
Das Museum in Den Haag
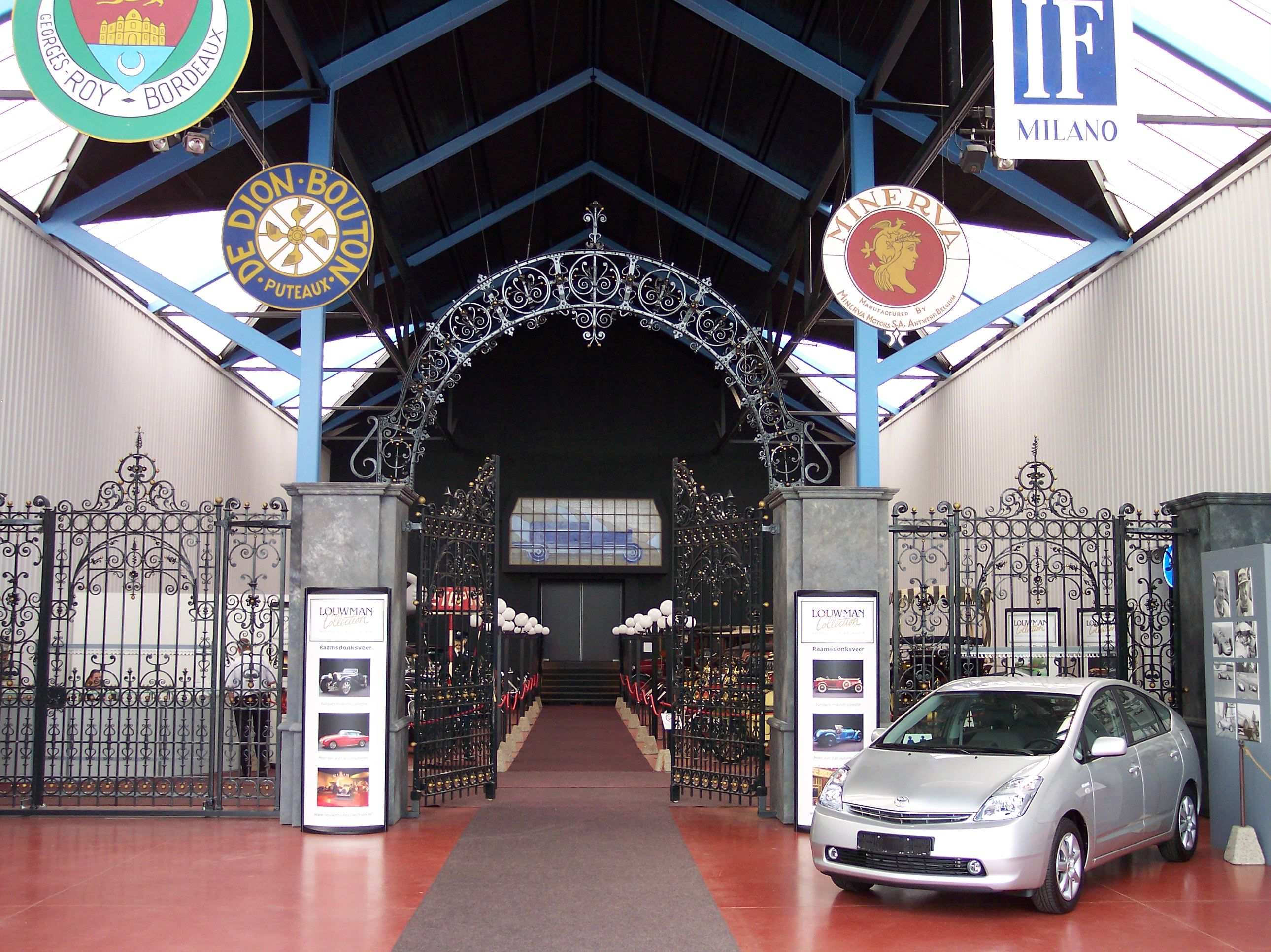
Früherer Eingangsbereich des Museums in Raamsdonksveer
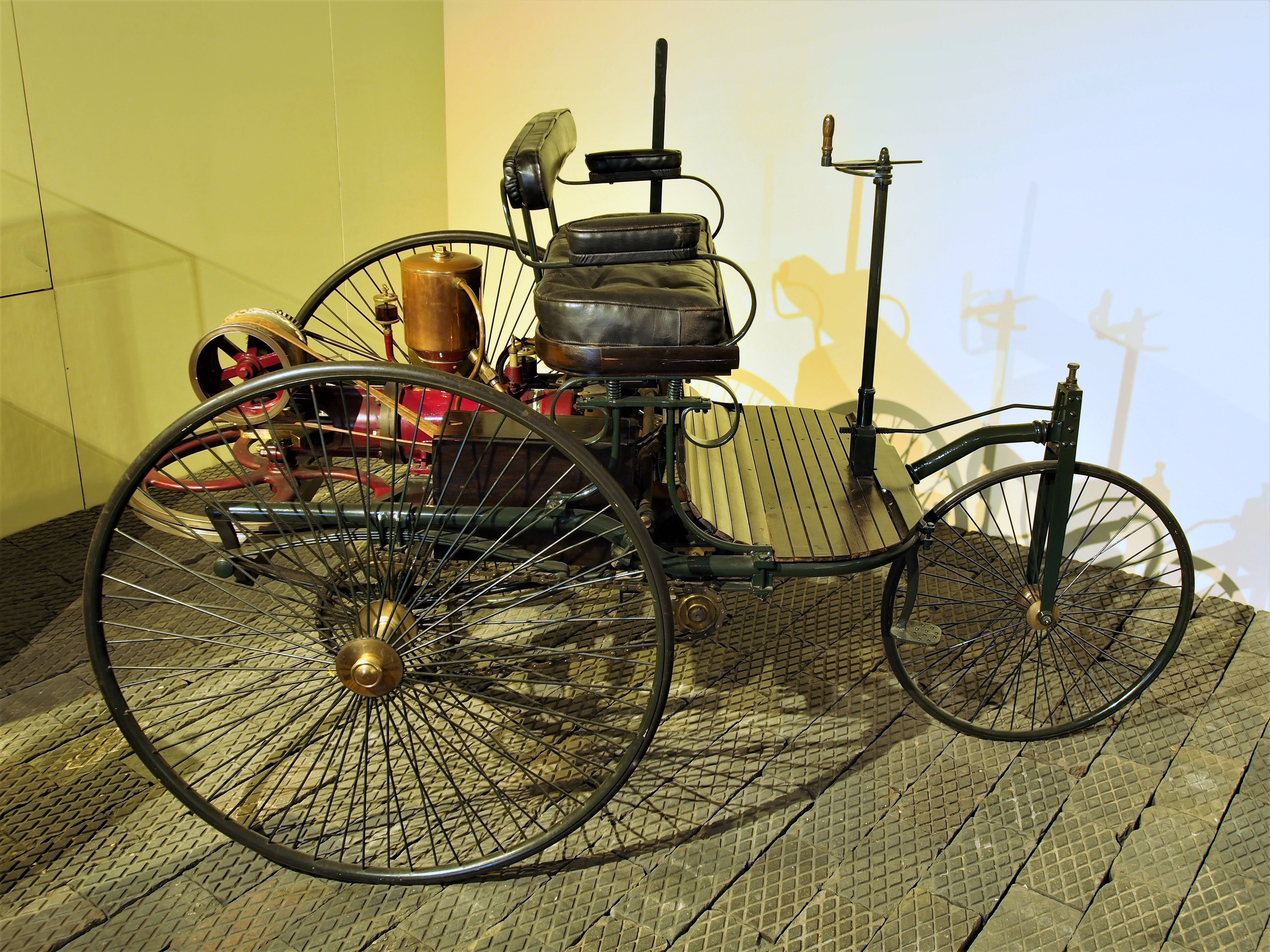
Benz Patent Motorwagen v. 1886 (Rekonstruktion)
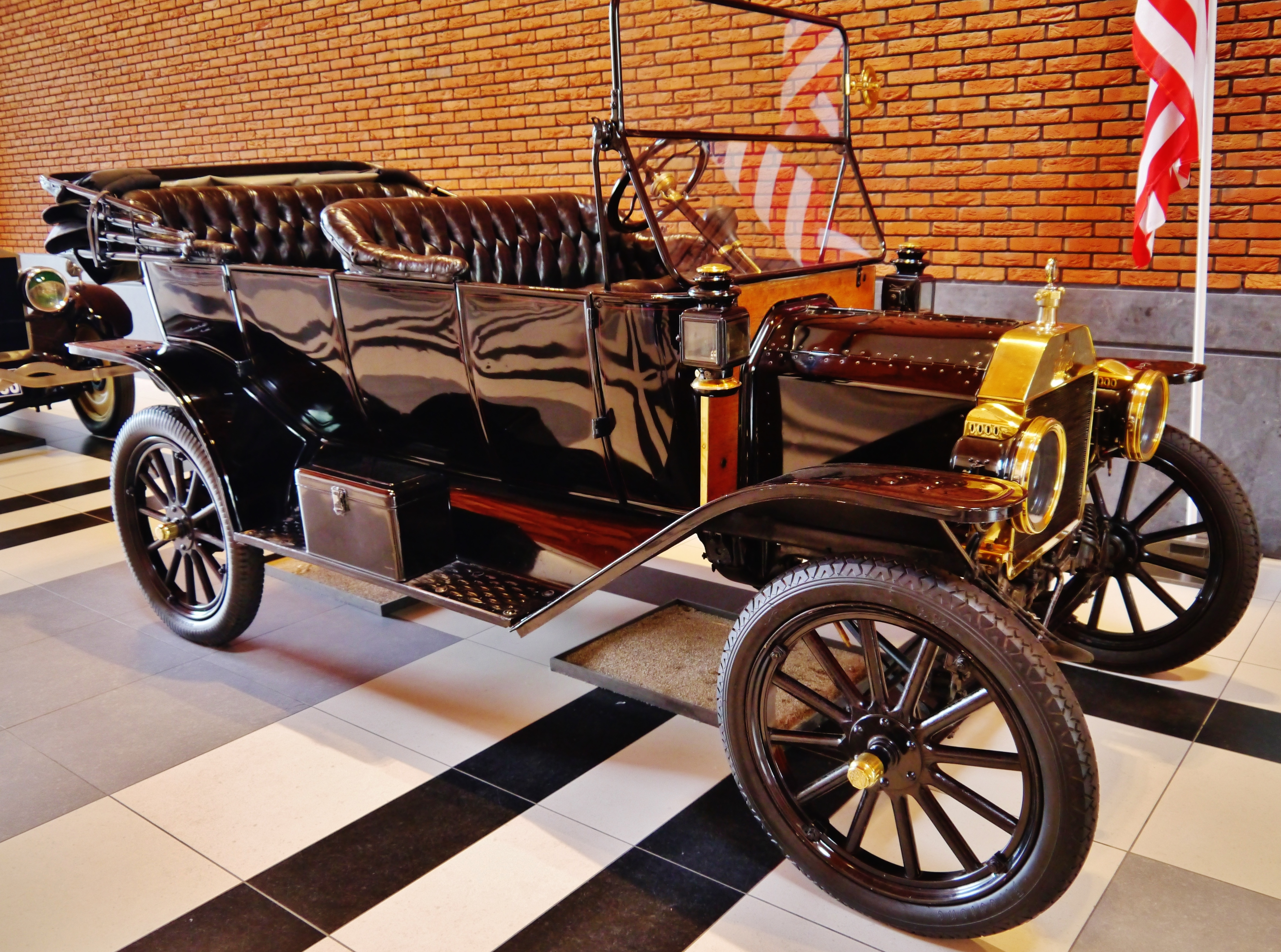
Ford Modell T Touring (1908 – 1927)
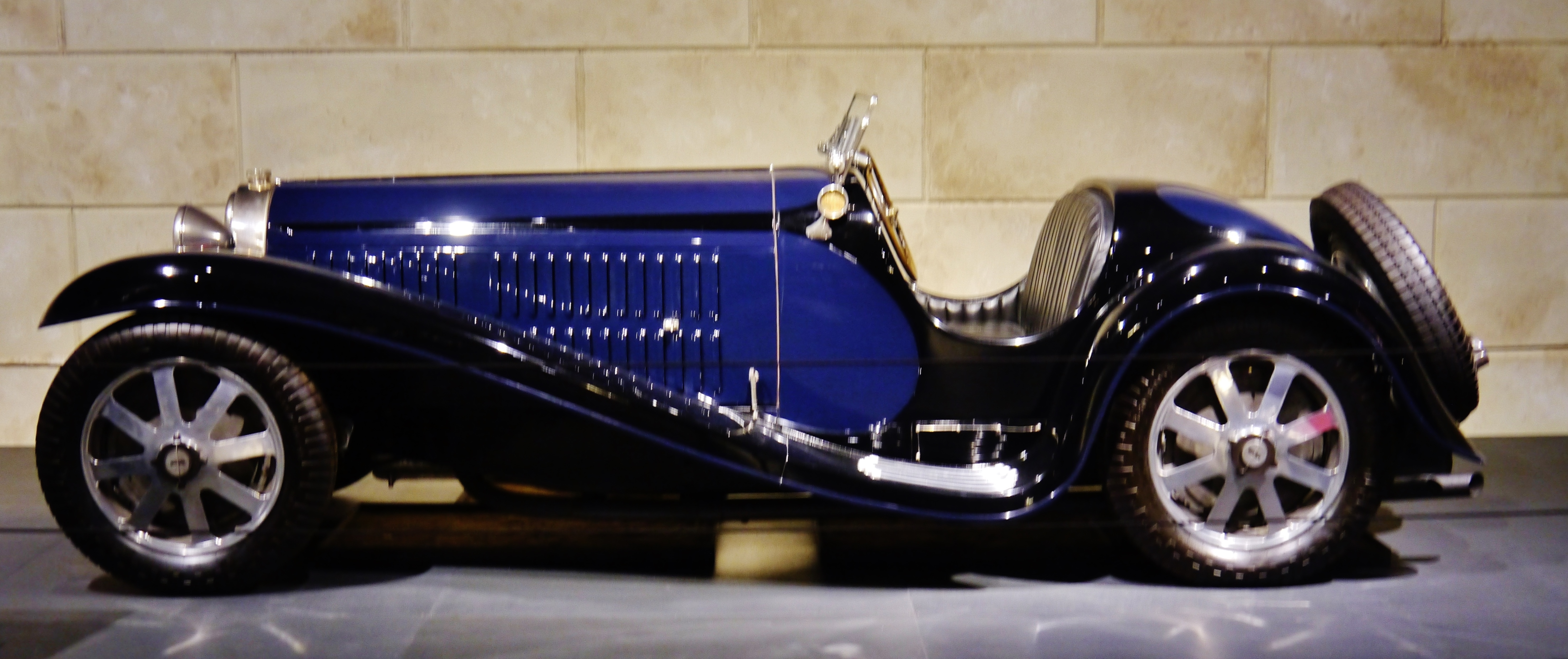
Bugatti Type 54 Bachelier Roadster (1932)

Auswahl besonderer Exemplare
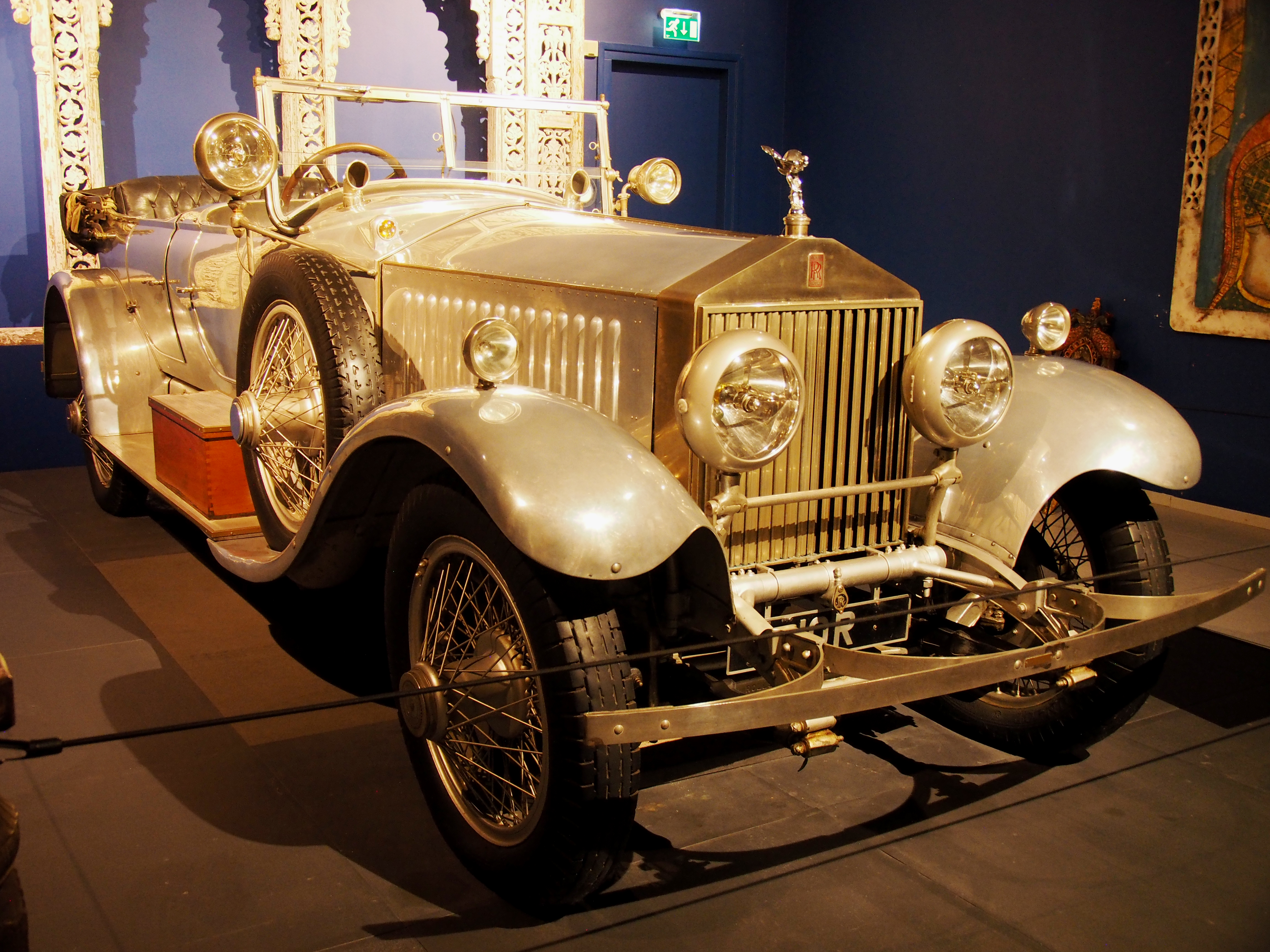
Rolls-Royce 40/50-HP Phantom Baker Porpedo Tourer, 7,6 ltr. Hubraum, 6 Zylinder, 95 PS (1926)
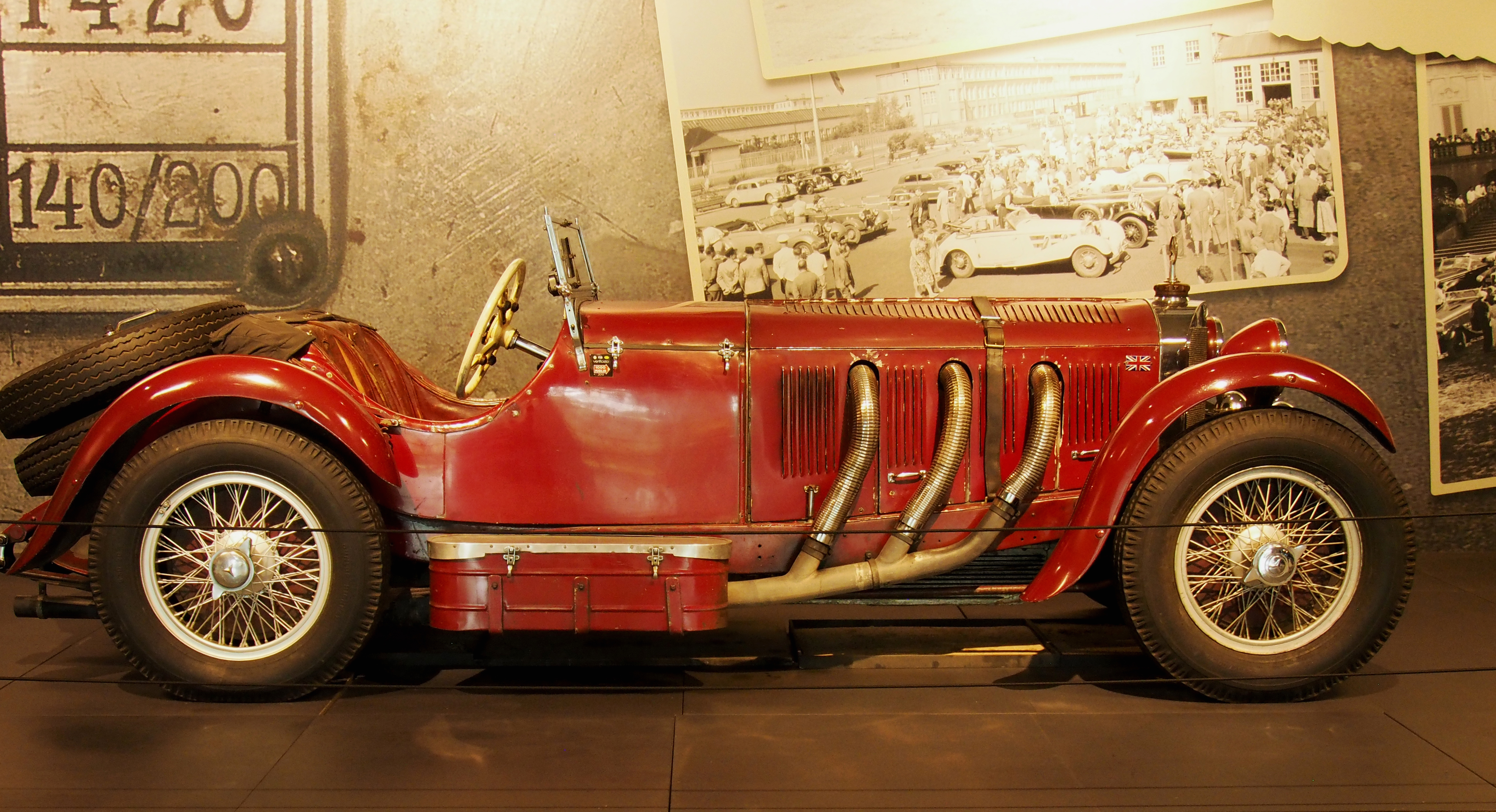
Mercedes-Benz SSK, 6 Zylinder, Hubraum 7 ltr. (1929)
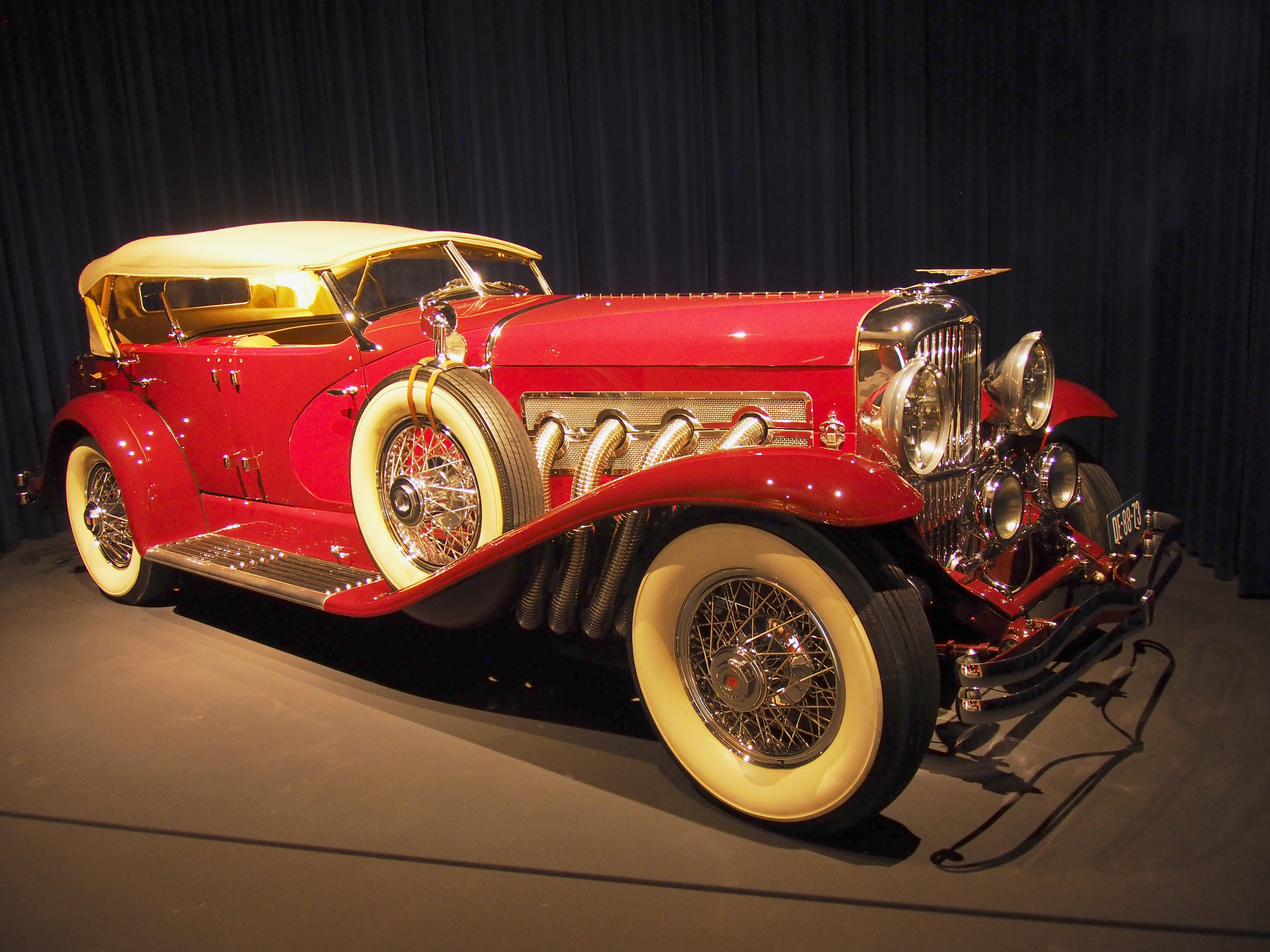
Duesenberg Model SJ Lagrande Dual-Cowl Phaeton, 6,9 Ltr. Hubraum, 8 Zylinder, 320 PS, max. 210 km/h (1935)
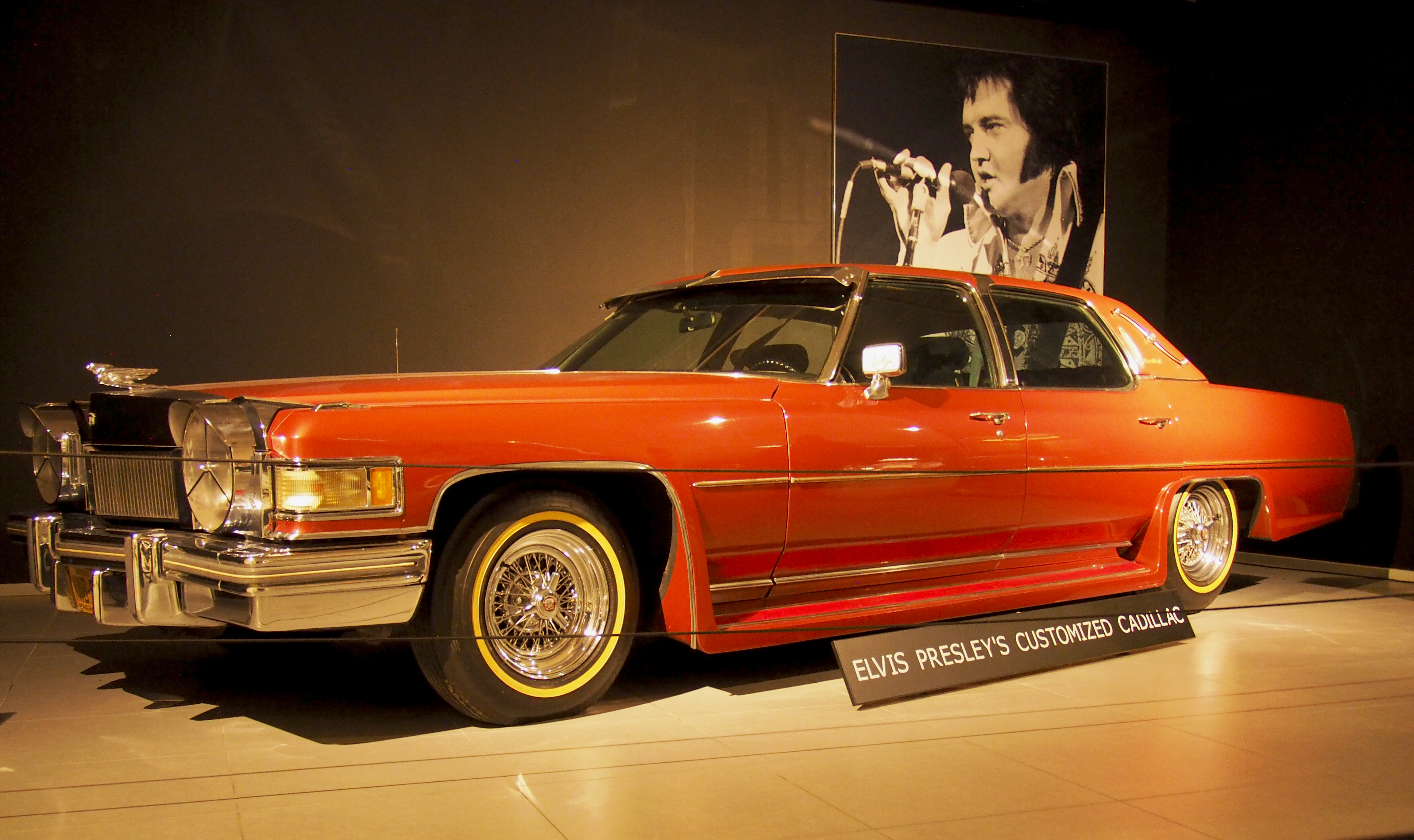
Cadillac Serie 62 Fleetwood (das letzte Auto von Elvis Presley, in Sonderausstattung), 8 Zylinder, 325 PS, max. 188 km/h (1976)